# ليلي نيلسن
دكتور ليلي نيلسن (اسم الميلاد ريكر) (ولدت في 21 ديسمبر 1926 في رونيه، بورنهولم، الدانمارك) هي أخصائية علم نفس دانماركية في مجال تدريس الأطفال المكفوفين والأطفال ذوي الإعاقات المتعددة. وقد قامت بتأليف عدة كتب حول هذا الموضوع.
وهي الثانية في الترتيب بين سبعة أطفال، وقد ولد أربعة منهم مكفوفين. وعندما كانت في السابعة، أصبحت مسئولة عن رعاية إخوانها المكفوفين الأصغر منها.
وعملت كمدرسة للروضة، ثم عملت في مستشفى، وأصبحت أخصائية نفسية، وبالتدريج تم تعيينها لتدريس المكفوفين.
وفي عام 1988، حصلت على درجة الدكتوراه في علم النفس في جامعة آرهوس.
كما عملت كمستشارة للتعليم الخاص في ريفسناسكولين، المعهد القومي للشباب والأطفال المكفوفين وضعاف البصر.
وقد حازت على لقب فارس وسام دانيبروغ.

## الغرفة الصغيرة
إحدى أفكارها الأكثر شهرة هي تلك التي تدور حول "الغرفة الصغيرة" وهي عبارة عن صندوق يوضع فيه طفل مكفوف أو معاق والتي تحتوي على ألعاب ومثيرات أخرى متدلية منها. بعد ذلك يمكن للطفل اكتشاف هذه الألعاب واللعب بها. وسيقوم بالنطق في الغالب، حتى وإن كان لأول مرة، وذلك بسبب الصوتيات السائدة في الغرفة الصغيرة. وكما كتبت نيلسن: "الهدف من "الغرفة الصغيرة" هو تسهيل إنجاز الأطفال المكفوفين فيما يختص بالعلاقات المكانية وسلوك الوصول لديهم، لكنها يمكن كذلك أن تساعد بشكل كبير الأطفال ضعاف البصر.

## رداء هوبسا" (HOPSA-dress)
يقدم رداء هوبسا الوضع العمودي، بدون الحاجة إلى حامل الأوزان، للأطفال ذوي الإعاقات المتعددة. ويمكن وضع أشياء بمواد مميزة قرب القدمين للتحفيز اللمسي. وبعد ذلك، يمكن تعديل نظام بكرة الرفع حتى يمكن للطفل تحمل الوزن بالتدريج، وبطريقته الخاصة.

## وصلات خارجية
- LilliWorks Active Learning Foundation